# Ulica Mysłowicka w Siemianowicach Śląskich
Ulica Mysłowicka w Siemianowicach Śląskich – ulica w południowo-wschodniej części Siemianowic Śląskich, łącząca dzielnicę Centrum (w północno-zachodniej części) z sąsiednimi Katowicami.
Droga ta swój początek bierze przy skrzyżowaniu ulic: J. Kilińskiego, Powstańców i Cmentarnej, zaś kończy się na granicy miasta z Katowicami – jej przedłużeniem jest ulica Strzelców Bytomskich, biegnąca w kierunku katowickiej dzielnicy Dąbrówka Mała. Przy samej zaś ulicy Mysłowickiej rozwinęła się osada Sadzawki, składająca się z budynków powstałych w różnym okresie, w tym z domu rodziny Korfantych przy ulicy Mysłowickiej 3, na którym umieszczona jest tablica upamiętniająca Wojciecha Korfantego. Przy znajdują się siedziby szeregu przedsiębiorstw różnych branż. Wzdłuż kursują autobusy na zlecenie ZTM-u.

## Przebieg

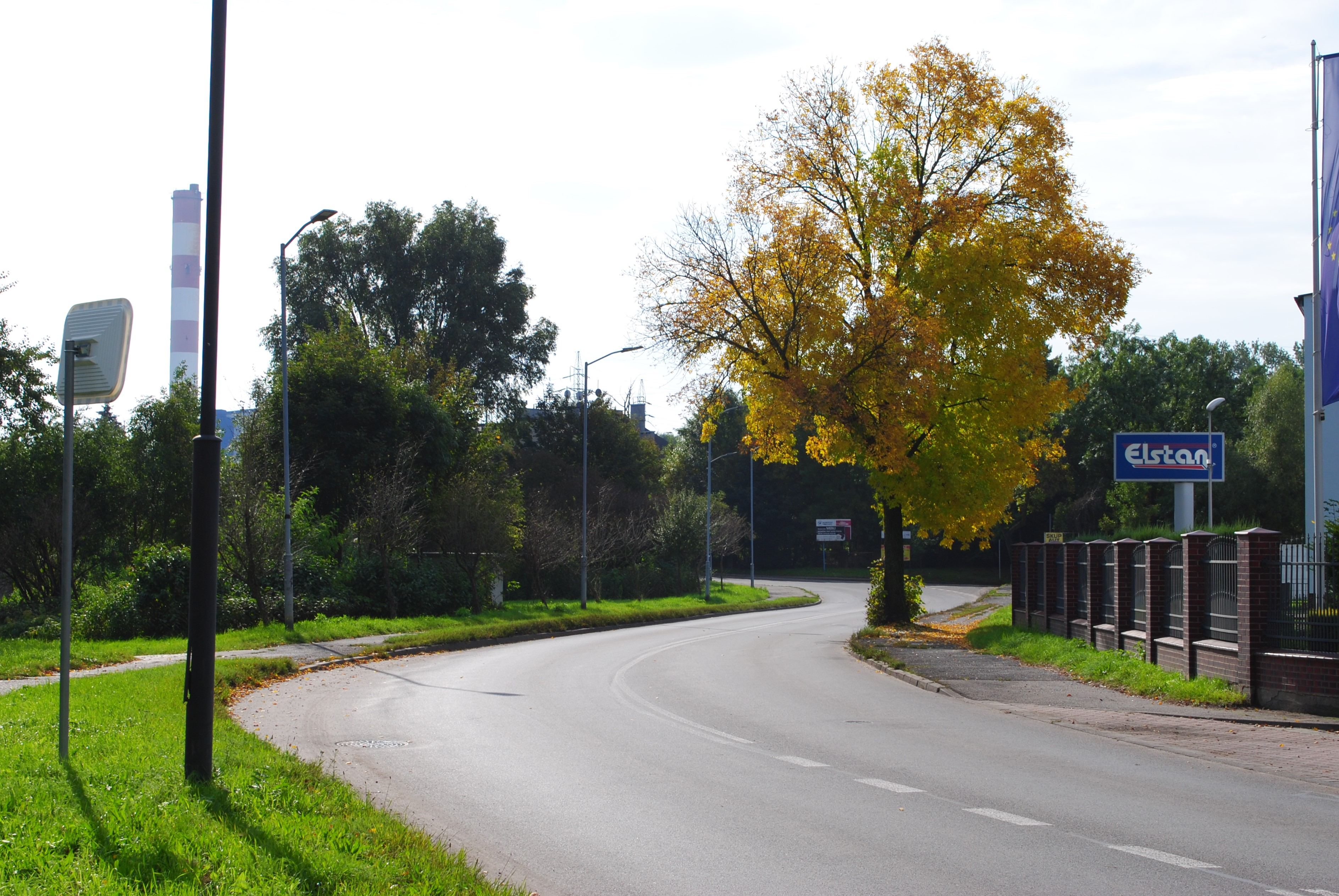
Fragment ulicy na wysokości bud. nr 3; widok w kierunku Katowic

Ulica Mysłowicka jest położona w południowo-wschodniej części Siemianowic Śląskich, w granicach dzielnicy Centrum, na terenie osady Sadzawki . Łączy ona siemianowickie śródmieście ze znajdującą się na terenie Katowic Dąbrówką Małą. Numeracja budynków położonych przy ulicy Mysłowickiej zaczyna się od północno-zachodniej strony. Ulica Mysłowicka krzyżuje się na swoim początku z ulicami: J. Kilińskiego, Powstańców i Cmentarną. Skrzyżowanie to jest sterowane za pomocą sygnalizacji świetlnej.
Z początkowego miejsca ulica biegnie w kierunku południowo-wschodnim przez Sadzawki. Droga na wysokości budynku nr 3 skręca na południe, potem przy skrzyżowaniu z ulicą Srokowiecką na wschód, a dalej na wysokości „Pańskich domów” ponownie w kierunku południowo-wschodnim. Droga kończy się przy granicy miasta z Katowicami i kontynuuje swój bieg na terenie dzielnicy Dąbrówka Mała jako ulica Strzelców Bytomskich, prowadząca dalej w kierunku m.in. drogi ekspresowej nr 86 (al. W. Roździeńskiego). Od strony północnej ulica Mysłowicka krzyżuje się kolejno z następującymi ulicami: J. Słowackiego i Sadzawki, zaś od strony południowej z ulicami: Kolejową i Srokowiecką. Łączna długość ulicy Mysłowickiej wynosi około 1440 metrów.

## Charakterystyka

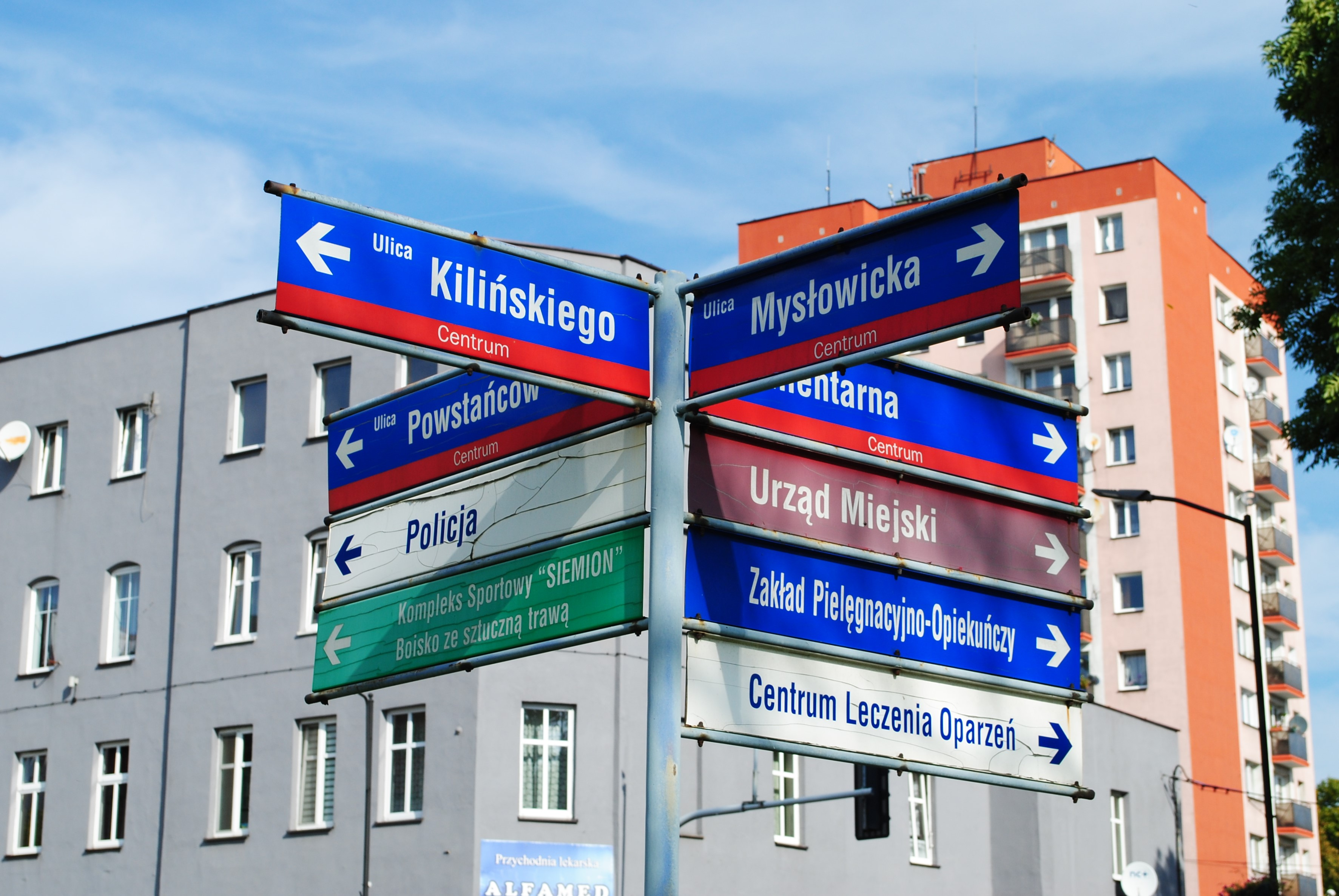
Drogowskaz na skrzyżowaniu ulic: Powstańców, Cmentarnej, Mysłowickiej i J. Kilińskiego

Ulica Mysłowicka jest drogą powiatową i w systemie TERYT widnieje pod numerem 13542. Kod pocztowy dla adresów 1-55 (numery nieparzyste), 2-6 (numery parzyste) i 34-36 (numery parzyste) to 41-100, zaś dla numerów 18-32 (numery parzyste) i numeru 38 to 41-106. Nawierzchnia ulicy wykonana jest z asfaltobetonu, zaś równolegle do niej – na części długości – poprowadzona jest ścieżka rowerowa.
Wzdłuż ulicy Mysłowickiej kursują autobusy organizowane na zlecenie Zarządu Transportu Metropolitalnego (ZTM). Zlokalizowane są tu dwa przystanki: Siemianowice Kolonia Wojewódzka i Siemianowice Mysłowicka, przy których zatrzymywały się na początku listopada 2021 roku 3 linie. Łączą one tę część miasta z innymi dzielnicami oraz niektórymi miejscowościami Górnośląsko-Zagłębiowskiej Metropolii, w tym z: Bytomiem, Chorzowem, Katowicami, Sosnowcem i Świętochłowicami.
Wierni rzymskokatoliccy mieszkający przy ulicy Mysłowickiej przynależą do parafii Krzyża Świętego.

## Historia

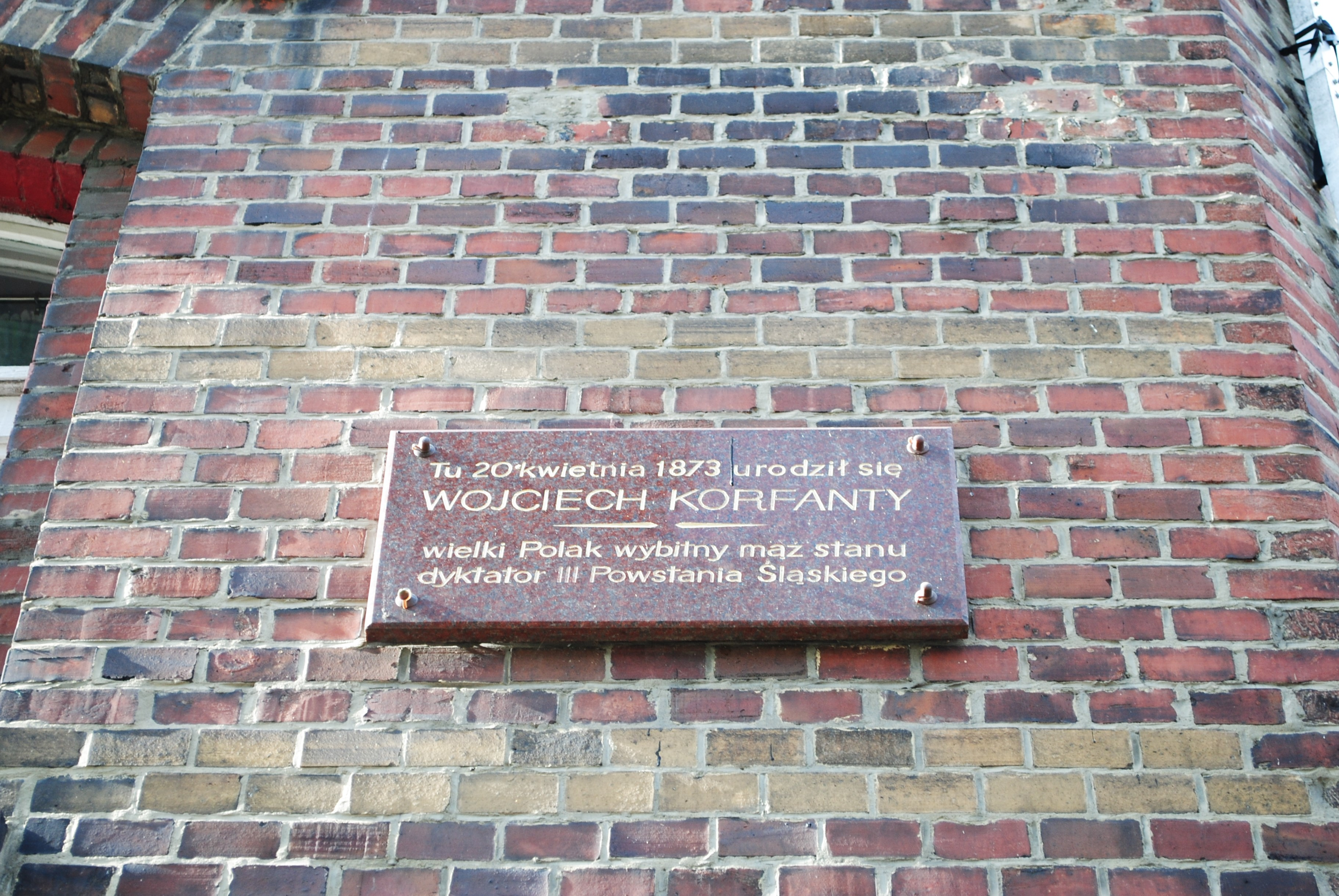
Tablica na fasadzie budynku pod numerem 3 upamiętniająca miejsce narodzin Wojciecha Korfantego

Droga w śladzie obecnej ulicy Mysłowickiej na całej swojej długości zaznaczona jest na mapach wydanych na przełomie XIX i XX wieku. Była wówczas trasą łączącą Hutę Laurę i Siemianowice w rejonie kolonii Wandy po północno-zachodniej stronie z Dąbrówką Małą po stronie południowo-wschodniej. Wzdłuż tej drogi rozwijała się osada Sadzawki, położona w północno-zachodniej części obecnej ulicy. Sama zaś obecna ulica Mysłowicka na początku XX wieku była położona w rejonie obszarów dworskich Siemianowice II i Michałkowice II. Równolegle do drogi w dniu 15 listopada 1868 roku bądź 1 lutego 1870 roku oddano do użytku linię kolejową, będąca częścią Kolei Prawego Brzegu Odry (obecna linia kolejowa nr 161).

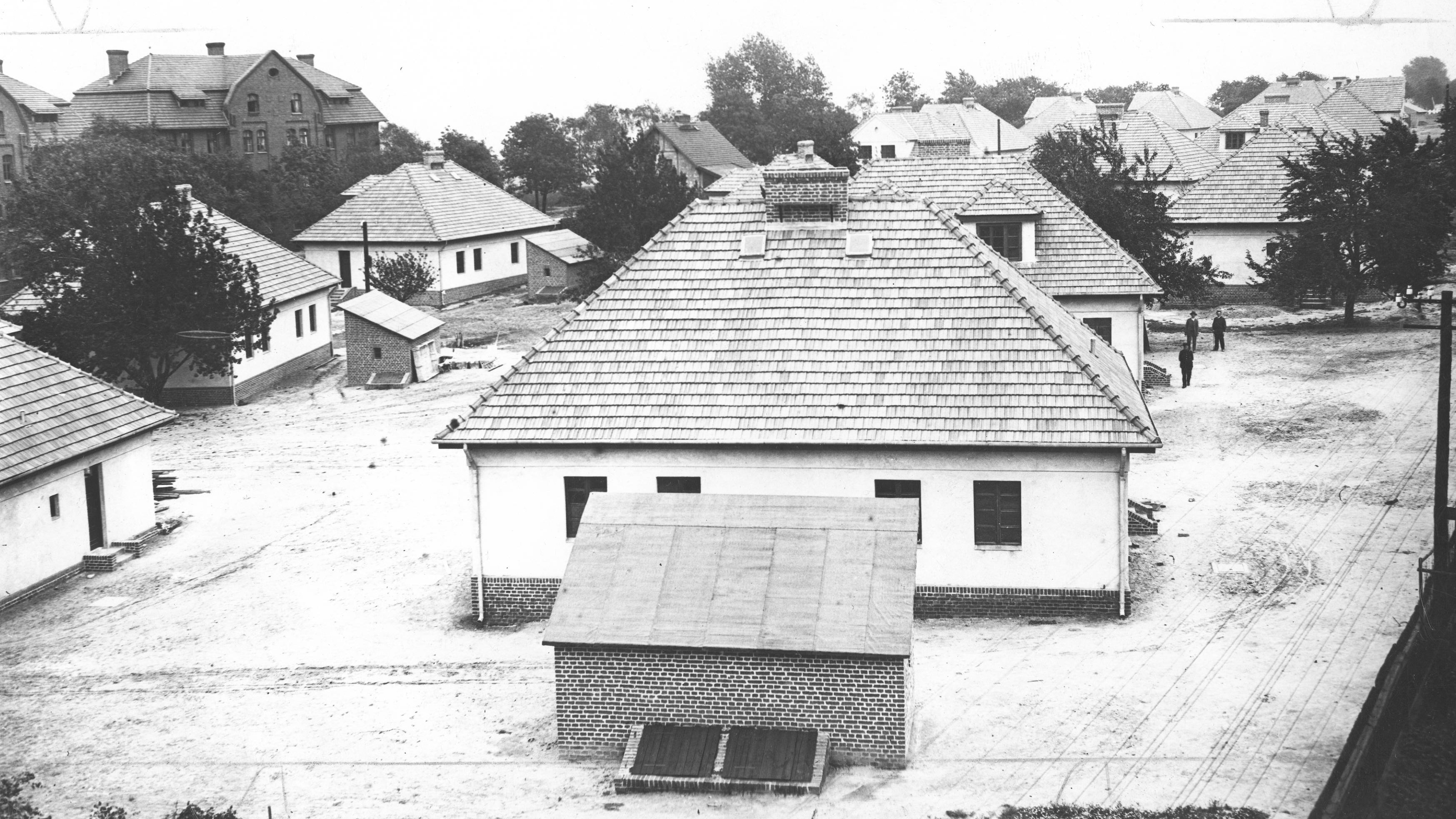
Kolonia Wojewódzka w okresie międzywojennym; u góry po lewej widoczny fragment tzw. „Pańskich domów”

Pierwotna zabudowa ulicy Mysłowickiej powstawała w różnych okresach. Na odcinku od ulicy Cmentarnej do ulicy J. Słowackiego znajdowały się niewielkie, parterowe domy, zaś bliżej Dąbrówki Małej powstały m.in. trzy istniejące do dziś duże budynki – tzw. „Pańskie domy”. W tamtym rejonie, po drugiej stronie drogi powstała Kolonia Wojewódzka, będąca kolonią domów .
W czasach Polski Ludowej ulica nosiła swoją obecną nazwę. W okresie powojennym, wzdłuż ulicy Mysłowickiej na odcinku od skrzyżowania z ulicą Srokowiecką do skrzyżowania z ulicą Powstańców, wyburzono znaczną część zabudowy – kamienice oraz domy (tzw. „Arki”, które znajdowały się w rejonie dzisiejszej siedziby firmy Elstan). Zachowała się natomiast kamienica należąca do rodziny Wojciecha Korfantego. Bliżej ulicy Powstańców – w miejscu dzisiejszego dyskontu – stały baraki mieszkalne, a w jednym z nich funkcjonował dom dla bezdomnych. W miejsce starej zabudowy Siemianowicka Spółdzielnia Mieszkaniowa postawiła czteropiętrowe bloki mieszkalne .
W pobliżu skrzyżowania z ulicą J. Kilińskiego ulicę Mysłowicką przecinał rów Kanikla, który w latach 80. XX wieku został zakryty. Płynęła nim woda przemysłowa m.in. z huty „Jedność” oraz woda ze stawów Richter i Hutnik. W miejscu dzisiejszej hurtowni elementów stalowych znajdował się duży budynek hotelu robotniczego, późniejszy dom rotacyjny, który został wyburzony w latach 90. XX wieku .
W dniu 7 sierpnia 2015 roku rozpoczęto prace modernizacyjne ulicy na odcinku od skrzyżowania z ulicą Srokowiecką do budynku nr 32. W ramach robót wymieniono na tym odcinku nawierzchnię asfaltobetonową jezdni. Rok później kontynuowano prace modernizacyjne na odcinku o długości 1,07 km, od skrzyżowania ulic: Powstańców, Cmentarnej i J. Kilińskiego do budynku nr 18 oraz od budynku nr 32 do granicy miasta Siemianowice Śląskie z Katowicami. Koszt inwestycji wyniósł blisko 380 tys. złotych.
W dniu 29 kwietnia 2019 roku w Siemianowicach Śląskich ruszył system wypożyczalni rowerów miejskich – Siemianowicki Rower Miejski. Jedną ze stacji – Centrum II – zlokalizowano w rejonie skrzyżowania ulicy Mysłowickiej i ulicy J. Kilińskiego.
W dniu 24 lipca 2019 roku dokonano odbioru robót związanych przebudową nawierzchni bocznego odgałęzienia ulicy Mysłowickiej w rejonie Kolonii Wojewódzkiej. W ramach wykonanych prac ułożono nową nawierzchnię z kostki brukowej, a także zabudowano krawężniki. Inwestycję tę zrealizowano w ramach projektu siemianowickiego budżetu obywatelskiego na 2019 rok. Koszt prac wyniósł 135 tys. złotych.
W kwietniu 2020 roku ruszyły prace budowlane nad budową sieci ciągów rowerowych w ramach drugiego etapu budowy ścieżek na terenie Siemianowic Śląskich. Zaprojektowano m.in. ścieżkę nr 2, biegnącą wzdłuż ulicy Mysłowickiej – od granicy miasta z Katowicami do „Pańskich domów” i dalej ulicami: Brzozową i Cmentarną wraz z zintegrowanym centrum przesiadkowym przy przystanku Siemianowice Kolonia Wojewódzka. Centrum przesiadkowe składa się z wiat przystankowych, zamykanych boksów rowerowych oraz zadaszonych stanowisk do parkowania rowerów typu bike & ride. Prace budowlane przy ścieżce nr 2 o łącznej długości 2,52 km zrealizowano do końca 2020 roku. Wraz ze ścieżką powstało nowe oznakowanie i oświetlenie. W ramach inwestycji umieszczono również mapy z przebiegiem tras i elementy małej architektury. Koszt prac wyniósł około 10,7 mln złotych, z czego większa część została dofinansowana ze środków Unii Europejskiej.
Pod koniec 2020 roku zakończono prace związane z zagospodarowaniem skweru na rogu ulic: Mysłowickiej i J. Słowackiego. W ich ramach powstał plac zabaw oraz siłownia na otwartej przestrzeni. Wybudowano również nowe chodniki, oświetlenie i elementy małej architektury. Koszt prac wyniósł około 690 tys. złotych.
Ulica Mysłowicka wielokrotnie stanowiła część tras wyścigów Tour de Pologne, odbywających się m.in. przez terytorium Siemianowic Śląskich, w tym: IV etapu 70. konkursu 31 lipca 2013 roku, IV etapu 71. konkursu 6 sierpnia 2014 roku oraz I etapu 77. konkursu 5 sierpnia 2020 roku. Organizowano tu także coroczne zawody Silesia Marathon, w tym: VI edycję 5 października 2014 roku, VIII edycję 2 października 2016 roku, IX edycję 1 października 2017 roku, X edycję 7 października 2018 roku, XI edycję 6 października 2019 roku, XII edycję 4 października 2020 roku czy XIII edycję 3 października 2021 roku.

## Obiekty zabytkowe i historyczne

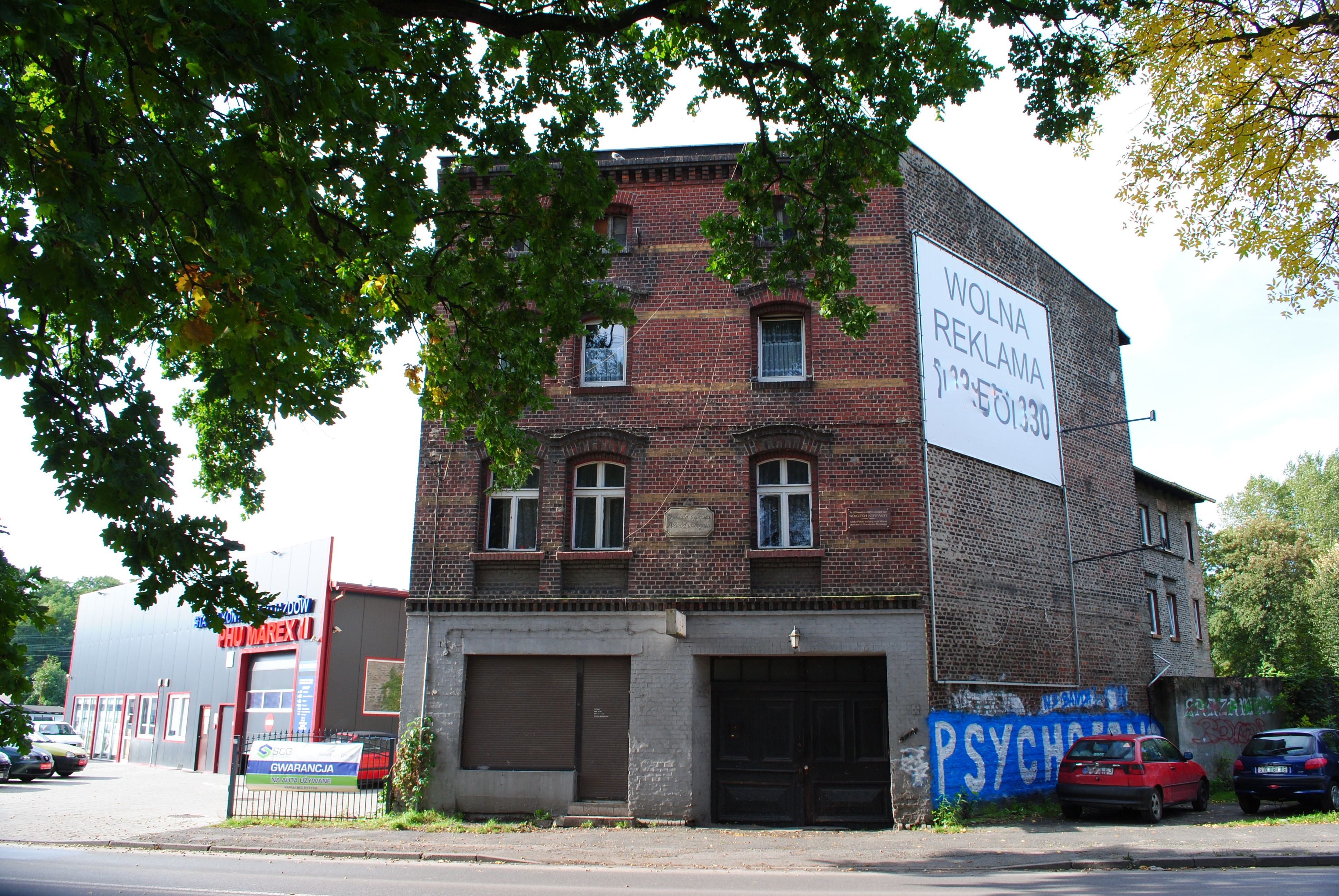
Dom rodziny Korfantych położony przy ulicy Mysłowickiej 3

Przy ulicy Mysłowickiej położone są następujące historyczne budynki:
- Dom rodziny Korfantych (ul. Mysłowicka 3) – kamienica należąca do bliskich krewnych Wojciecha Korfantego[30]; na budynku jest umieszczona tablica upamiętniająca Wojciecha Korfantego; wskazuje miejsce urodzenia[31], lecz właściwy dom narodzin stał w głębi i był prawdopodobnie niską chatą[30] bądź też wg innego autora przylegał on od strony zachodniej do obecnej ściany kamienicy i został wyburzony w latach 70. XX wieku[32],
- Kamienice, tzw. „Pańskie domy”[1]  (ul. Mysłowicka 22, 24/24a, 26) – są to domy trzykondygnacyjne z komórkami, chlewikami i przylegającymi ogródkami[14]; wpisane do gminnej ewidencji zabytków[33].

## Gospodarka i instytucje
Do systemu REGON do początku listopada 2021 roku zostało wpisanych łącznie 114 podmiotów zarejestrowanych przy ulicy Mysłowickiej. Siedziby mają tutaj takie placówki jak m.in.: sklep sieci Biedronka i stacja paliw LOTOS (ul. Mysłowicka 1), zakład przetwórstwa mięsa, warsztaty, stacja paliw, bar, przedsiębiorstwa wielobranżowe, serwisy samochodowe, piekarnia, skład wyrobów hutniczych i inne.